# Scytodes itzana
Scytodes itzana är en spindelart som beskrevs av Chamberlin och Ivie 1938. Scytodes itzana ingår i släktet Scytodes och familjen spottspindlar. Inga underarter finns listade i Catalogue of Life.